# Institutul de Filologie Română „Bogdan Petriceicu-Hasdeu”
Institutul de Filologie al Academiei de Științe a Moldovei este una dintre cele mai vechi structuri administrativ-organizaționale academice în care se studiază limba, literatura și folclorul din Basarabia și Transnistria.

## Istoric
Institutul a fost fondat în 1958, cu denumirea Institutul de Limbă și Literatură. Oficial, cercetările în domeniul științelor umaniste au început la 12 iunie 1946, când s-a creat Baza Moldovenească de Cercetări Științifice a Academiei de Științe a URSS și, respectiv, Institutul de Istorie, Limbă și Literatură, cu sectoarele de istorie și arheologie, de limbă și dialectologie, de literatură și folclor, director interimar fiind numit V. Senchevici. Institutul a suportat, de-a lungul timpului, câteva reorganizări. Ultima a fost cea din 2006, când Institutul de Lingvistică, Institutul de Literatură și Folclor și Centrul Național de Terminologie s-au reorganizat prin contopire și au constituit Institutul de Filologie al Academiei de Științe a Moldovei, iar director interimar a fost numit Ion Bărbuță, doctor în  filologie. Din 2018, Institutul este înregistrat cu denumirea Instituția Publică Institutul de Filologie Română „Bogdan Petriceicu-Hasdeu”. 

## Activitate
Institutul are trei centre științifice:
- Centrul de Lingvistică
- Centrul de Literatură și Folclor
- Centrul de Terminologie

Institutul continuă tradiția preocupărilor filologice, prin organizarea și prin desfășurarea cercetărilor științifice fundamentale și aplicative în domeniile: limba română, literatura și tezaurul folcloric românesc, terminologia tehnico-științifică. 
Institutul, sub îndrumarea unor specialiști în domeniu, precum Vasile Coroban, Eugeniu Russev, Gheorghe Bogaci, Ion Vasilenco, Vasile Badiu, Efim Levit, Pavel Zavulan, Nicolae Corlăteanu, Silviu Berejan, George Gogin, Marcu Gabinschi, Nicolae Raevschi și cu participarea unui număr mare de cercetători, a pus la dispoziția culturii naționale lucrări de referință, inclusiv enciclopedii, dicționare, atlase lingvistice, monografii tematice, manuale etc.
Publicațiile periodice ale Institutului sunt revistele Philologia și Limbă, Literatură, Folclor.
De la fondarea sa, Institutul și-a concentrat eforturile asupra cercetărilor de ordin fundamental și aplicativ, vizând evoluția și dezvoltarea limbii naționale, a stării ei actuale și a istoriei ei, a graiurilor de pe teritoriul republicii, a cultivării normelor limbii literare, a stilisticii, a alcătuirii de manuale, dicționare și atlase lingvistice, a scrierii de cercetări monografice privind structura fonetică, morfologică și sintactică a limbii literare, evoluția ei istorică, stilurile ei funcționale, vorbirea orală vie, a reîntregirii și valorificării moștenirii literare, a legităților și tendințelor procesului literar contemporan, a principiilor teoretice ale istoriei și criticii literare, a relațiilor literaturii române cu literaturile europene. 
Cercetătorii Institutului au elaborat o serie de lucrări colective și individuale, care au avut drept obiectiv cercetarea limbii, literaturii române și folclorului național sub toate aspectele. Investigațiile cercetătorilor se axează pe procesul de reconsiderare și valorificare a patrimoniului lingvistic și literar românesc din Basarabia în context general românesc și european.
Printre cele mai semnificative studii publicate de Institut, se află: Curs de gramatică istorică, Dicționar etimologic, Dicționar explicativ, Istoria literaturii, cercetările monografice dedicate creației unor scriitori clasici sau contemporani și cele dedicate analizei creației populare orale. De la 1990 încoace, cercetătorii Institutului au renunțat la ideologia comunistă și au aderat la teoriile europene moderne de cercetare a limbii, literaturii și folclorului românesc. Tot după 1990, s-au intensificat relațiile de colaborare cu instituțiile de profil din România și din alte state europene. O colaborare specială s-a stabilit cu savantul de origine basarabeană Eugen Coșeriu.

## Conducere
Directori ai Institutului de Filologie al Academiei de Științe a Moldovei au fost, consecutiv:
| Numele               | Perioada       | Institutul                                                |
| -------------------- | -------------- | --------------------------------------------------------- |
| Ivan Ceban           | 1946-1951      | Institutul de Istorie, Limbă și Literatură                |
| Andrei Borșci        | 1951-1958      | Institutul de Istorie, Limbă și Literatură                |
| Iosif Varticean      | 1958-1961      | Institutului de Limbă și Literatură                       |
| Nicolae Corlăteanu   | 1961-1969      | Institutului de Limbă și Literatură                       |
| Simion Ciubotaru     | 1969-1984      | Institutului de Limbă și Literatură                       |
| Haralambie Corbu     | 1984-1987      | Institutului de Limbă și Literatură                       |
| Silviu Berejan       | 1987-1991      | Institutului de Limbă și Literatură                       |
| Silviu Berejan       | 1991-2000      | Institutul de Lingvistică                                 |
| Ion Bărbuță          | 2000-2007      | Institutul de Lingvistică                                 |
| Vasile Ciocanu       | 1991-2000      | Institutul de Literatură și Folclor                       |
| Svetlana Korolevschi | 2000-2006      | Institutul de Literatură și Folclor                       |
| Ana Bantoș           | 2007-2009      | Institutul de Filologie                                   |
| Vasile Bahnaru       | 2009 - 2018    | Institutul de Filologie                                   |
| Nina Corcinschi      | 2019 - prezent | Institutul de Filologie Română „Bogdan Petriceicu-Hasdeu” |